# Sant Pere dels Vilars (Espolla)
L'ermita de Sant Pere dels Vilars és ubicada al municipi d'Espolla (Alt Empordà), al cantó de la carretera que va al Coll de Banyuls, a 1,25 km a llevant del nucli de Vilars.
El paratge on se troben les restes de l'ermita és anomenat les Vinyes del Molí, signe evident que antigament s'hi havia conreat la vinya, malgrat l'aspecte vetust de les oliveres que hi arrelen. Les ruïnes són conegudes popularment pel Mas i, pels més enterats, per Mas de les Granyotes, nom que figura al Registre de la Propietat. Les restes de construcció evidencien que ja fa segles els murs que restaven de l'església s'aprofitaren per bastir-hi un petit mas o borda. L'habitacle també s'abandonà i s'enrunà fa molt temps, ja que al seu interior es construí una barraca de conreu amb les pedres caigudes.
Les ruïnes presenten, essencialment, vestigis d'una església d'una sola nau amb un absis. L'orientació és al SE. Rastres de l'habitacle posterior, la barraca agrícola i un claper o pedregar, emmascaren les restes d'aquesta edificació originària. Era una esglesiola de petites dimensions: uns 13 m de llargada total, dels quals 9,50 m corresponen a la nau, que té una amplada de 4,65 m (mides interiors)